# براد شيرر
براد شيرر (بالإنجليزية: Brad Shearer)‏ هو لاعب كرة قدم أمريكية أمريكي، ولد في 10 أغسطس 1955 في هيوستن في الولايات المتحدة.

## وصلات خارجية
- براد شيرر على موقع مرجع كرة القدم المحترفة.كوم (الإنجليزية)